# Мейсон, Отис Тафтон
Отис Тафтон Мейсон (10 апреля 1838 — 5 ноября 1908) — доктор философии, доктор юридических наук, американский этнолог.
Мейсон родился в штате Мэн, сын Джона и Рэйчел Мейсон. В 1850 году Мэйсоны приобрели плантации Woodlawn. Отис Мейсон в 1872 году передал часть имущества для основания баптистской церкви и проповедовал там в течение первых четырёх лет.
Окончил Колумбийский университет в 1861 году, затем работал там в течение 23 лет (1861-84). Работал в Национальном музее США в 1872 году в качестве специалиста по этнологии. В 1884 году получил должность куратора в музее. Мейсон тесно сотрудничал с Джорджем Брауном Гудом в установке и реорганизации музейных коллекций. В 1879 году он был одним из основателей антропологического общества в Вашингтоне, и автором его Устава.
В рамках кураторства в Смитсоновском институте, Мейсон разработал концепцию культуры области. Мейсон являлся антропологическим редактором американского словаря по этнологии. Придерживался взглядов Густава Клемма о поэтапной эволюции культуры и технологии.

## Взгляд на роль женщины в изобретательском процессе
Мейсон интересовался ролью женщины в изобретательском процессе.
В конце XIX века в научных трудах всерьез обсуждался вопрос об изобретательских способностях женщины. На этот вопрос далеко не всегда давался положительный ответ. Для этого времени исследования Отиса Тафтона Мейсона носили революционный характер. Любые реальные достижения женщин в сфере изобретательства конца XIX века считались диковинкой и гениальным исключением из правил. В публикации «Роль женщины в первобытной культуре» Мейсон определил роль женщины в совершенствовании орудий труда как значительную. Главной сферой повседневной деятельности и изобретательской деятельности женщины Мэйсон определяет подготовку продуктов питания от стадии сырья до стадии готовности для употребления в пищу. Здесь выделены технологии собирательства, технологии температурной обработки и технологии измельчения. Источниками исследования определены язык, археология, фольклор и сохранившиеся обычаи.